# 李文彩
李 文彩（り ぶんさい、Li Wencai、? - 1872年）は、清末の民衆反乱の指導者。チワン族。
広西省南寧府横州出身。1850年より抗租運動に参加し、指導者となる。1853年より横州・永淳・霊山などを攻撃したが、占領できなかった。1856年、陳開が潯州に大成国を建てると、李文彩も参加して「定国公」に封ぜられた。1857年、李文彩は定北王梁昌率いる西征軍に加わり、横州・永淳を占領し、さらに南寧も攻略した。しかし1858年、清軍は南寧を奪回し、梁昌は平西王区潤と内紛を起こした末に、広東省で捕らえられた。李文彩は横州を守っていたが、1859年に陥落した。
1860年、太平天国を離脱した石達開軍が広西省に到着すると、李文彩はこれに加わり、親天燕に任じられた。1862年より李文彩は石達開の左宰輔李福猷に従って貴州省から四川省に入ろうとしたが、1863年に李福猷が捕えられたため、李文彩は余党を率いて余老科率いる苗民軍・羅光明率いる斎教徒軍と連合することになった。
1865年、潘明杰率いる苗民軍と何徳勝率いる黄号軍（灯花教徒軍）と連合して貴陽に迫った。1869年に柳天成率いる苗民軍と連合して羊安で清軍に大勝を収め、勢いに乗って都勻を占領した。しかし1870年に都勻を失ったため、張秀眉率いる苗民軍の保護下に入った。しかし1872年、烏鴉坡の戦いで張秀眉が清軍に敗れて捕えられると、李文彩の軍勢も壊滅し、22年にわたる李文彩の戦いも終わった。